# Lingua d'ni
La lingua d'ni (pronunciato [dəˈni]) è una lingua artificiale progettata da Richard Watson nel 1994 per vari giochi e romanzi della serie Myst e Riven. È una lingua artistica professionale, parlata dal popolo immaginario degli d'ni, che vive in una città sotterranea situata all'interno di una caverna in Nuovo Messico.
All'inizio del gioco Riven, per esempio, un nativo conosciuto come Cho cercherà di parlarvi in uno d'ni piuttosto frammentario e semplice.

## Alfabeto
- L'alfabeto d'ni è costituito da 24 caratteri standard e da 11 caratteri accentati, che si combinano a formare un totale di 35 lettere (11 vocali e 24 consonanti).

### Ordine alfabetico
- L'ordine alfabetico d'ni è il seguente (nota che i caratteri accentati non vengono contati come caratteri unici):
- La pronuncia dell'alfabeto è il seguente (secondo l'ordine alfabetico d'ni):

'V' /v/ come in vittoria

'T' /t/ come in toro

'S' /s/ come in sole

'J' /ʤ/ come in gioco

'Y' /j/ come la i di iena

'KH' /x/ come il ch tedesco in Bach o lo scozzese loch

'AH' /a/ come la a in in aria

'F' /f/ come in forte

'IH' /i/ come in istituto

'EH' /e/ come in pero

'R' /ɾ/ come la r in caro (r monovibrante)

'M' /m/ come in "mamma"

'TH' /θ/ come nel th inglese in thin, thorn e with

'DH' /ð/ come nel th inglese in then, the o there

'H' /h/ come l'h aspirata nell'inglese hat

'O' /o/ come in sono

'CH' /ʧ/ come in "cielo" (c dolce)

'W' /w/ come la u in uomo

'UH' /u/ come in uscio

'TS' /ʦ/ come la z in zoccolo

'L' /l/ come in ladro

'A' /æ/ come la a inglese di "and"

'Z' /z/ come la s dolce in rosa

'N' /n/ come in no
'B' /b/ come in ballo

'SH' /ʃ/ come nel gruppo sc seguito da e o i per esempio scelta o sciocco

'G' /ɡ/ come in gola

'K' /k/ come la c dura in coro

'I' /ai/ come ai in mai

'P' /p/ come in pera

'EE' /ii/ come ii in pii (plurale di pio)

'AI' /ei/ come ei in lei

'D' /d/ come in "dado"

'OY' /oi/ come oi in poiché

'OO' /u/ come la u in buco

### Traslitterazione
Quando si trascrive lo d'ni usando l'alfabeto latino, vengono utilizzati due standard differenti.

#### Vecchia Traslitterazione Standard (VTS)
Il vecchio standard di traslitterazione trascrive i suoni dello d'ni usando i caratteri romani, il che permette ai lettori non familiari con il sistema di scrittura dello d'ni di leggere i testi in d'ni. È stato inventato dalla Cyan, e forse specificamente da RAWA. Questo metodo di traslitterazione viene usato nei romanzi di Myst e nella Guida alla lingua d'ni inclusa nell'edizione europea da collezione di Myst V
Questo standard usa il sistema descritto di seguito per traslitterare il testo in d'ni ('ah', 'kh', 'ih' ecc.). Il sistema fa uso di digrammi per chiarire la pronuncia delle vocali e di alcune consonanti. L'assegnamento del valore è basato sulla pronuncia inglese. Tra le regole generali della VTS ci sono le seguenti:
- 'h', nelle vocali, distingue le vocali corte inglesi da quelle lunghe, come in 'eh' /ɛ/ ("red") e 'ee' /i/ ("reed").
- 'h', nelle consonanti, crea digrafi per le fricative e le affricate che non possono essere rappresentate da una singola lettera, come in 'ch' /tʃ/ e 'th' /θ/.
- 'y' (o 'i') indica una /ɪ/ finale in un dittongo, come in 'oi' /oɪ/ ("noi").
  - Le forme che usano gli utenti per distinguere 'I' (pronunciato 'ai') da 'AI' (pronunciato 'ei') variano. Il secondo è in genere rappresentato 'ay', seguendo le regole della pronuncia Inglese, senza però lasciare una comoda rappresentazione del primo. La i lunga di 'AI' può essere rappresentata con una 'I' maiuscola, sebbene alcuni fan l'hanno sostituito altri simboli per ragioni estetiche.
- La 'å' viene a volte usata per 'a' (pronunciato æ), che altrimenti potrebbe essere indistinguibile da 'ah' (pronunciato a) se non è presente la 'h' (vedi sotto).

Una 'h' può essere rimossa dopo una vocale quando la vocale possiede la stessa pronuncia sia con che senza di essa.
Per esempio, "kehnehn" può essere scritto "kenen". La 'h' di 'ah' viene anche tolta frequentemente, anche se la vocale potrebbe essere indistinguibile da 'a' (pronunciato æ). Questo può essere accettato perché 'a' (æ) non si presenta spesso nelle parole D'ni, perciò i problemi di pronuncia causati dall'ambiguità non sono frequenti. Tuttavia, una 'h' non può essere rimossa quando rappresenta la consonante 'h' (h) (come in "hevtee") o quando fa parte di un digrafo che rappresenta una consonante (come in "chev" o "shokhoo").
Alcuni fan, basandosi sull'apparizione del Rehevkor in Myst IV ipotizzano che questo standard sia stato creato inizialmente da Ti'ana, Gehn o Atrus i primi a parlare sia Inglese che D'ni. La Cyan potrebbe aver adottato questo sistema per i loro diari. Se il sistema fosse stato originato da persone che parlavano sia D'ni che Inglese, questo potrebbe spiegare perché il sistema di traslitterazione è basato sull'Inglese. Altri credono che il Rehevkor nel gioco sia solo una licenza artistica e che sia stato creato dalla Cyan dopo la scoperta dei diari e anche questo spiegerebbe l'influenza dell'Inglese sul sistema.
Un'obiezione comune alla VTS è che il sistema è basato sulla pronuncia inglese e non risulta altrettanto comprensibile ai locutori di lingue differenti dall'inglese. Anche l'uso dei digrafi nella VTS è stato oggetto di critiche perché da variabilità di pronuncia a questo sistema. Ciononostante, nei suoi lavori Cyan continua ad utilizzare la VTS, così come molti fan.

#### Nuova Traslitterazione Standard (NTS)
Il nuovo standard di traslitterazione fu creato dai fan per evitare di usare troppe lettere in accordo con lo spelling inglese per trascrivere un singolo carattere d'ni. Per esempio, la parola d'ni 'behlehtsahrah' usa 13 lettere latine quando viene trascritta usando la VTS, benché possieda solo 8 lettere nell'alfabeto d'ni. Nella NTS, la parola viene scritta con solo 8 lettere, 'belecara'.
La NTS cerca di creare una corrispondenza lettera-per-lettera all'originale alfabeto d'ni e usa i seguenti caratteri per le rappresentazioni della VTS:
- 'a' per 'ah'
- 'á' per 'I'
- 'i' per 'ih'
- 'í' per 'ee'
- 'e' per 'eh'
- 'é' per 'ay'
- 'ó' per 'oy'
- 'ú' per 'oo'
- 'c' per 'ts'
- 'æ' per 'a' o 'å'
- 'þ' per 'th'
- 'ð' per 'dh'
- 'š' per 'sh'
- 'ç' per 'ch'
- 'x' per 'kh'

Le vocali accentate e non accentate della NTS seguono il modello di accento D'ni: le vocali che condividono la stessa forma base in D'ni condividono anche la stessa lettera base nella NTS.
Una frequente obiezione alla NTS è che è difficile da scrivere, a causa del suo frequente uso di caratteri speciali. È criticata inoltre per il fatto che assegna alle lettere valori non intuitivi, cosicché chi non ha particolare confidenza con la fonetica D'ni avrebbe particolari difficoltà nel determinare la pronuncia. In ogni caso, la NTS è ancora usata dai fan, ed è frequente che chi studia la lingua apprenda sia il vecchio sia il nuovo standard di traslitterazione.

### Le lettere e i numeri
Le lettere e i numeri D'ni hanno forme simili. I numeri corrispondenti ad ogni lettera determinano l'ordine della lettera nell'alfabeto. (Per spiegare questo confronto sono stati ignorati i caratteri accentati. I caratteri accentati sono consecutivi alla loro controparte non accentata nell'ordine alfabetico.)
Quando vengono rimosse le parti più esterne dal numero, la forma rimanente è simile a quella della lettera. Ciò porta a pensare che le forme delle lettere sono la forma corsiva derivata dal numero.

## Grammatica

### Regole generali
- La punteggiatura viene posta all'inizio della frase.
- La scrittura procede da sinistra verso destra.
- Le preposizioni, la coniugazione "gah" e l'articolo "reh," solitamente vengono contratti (accorciati con un apostrofo e posti di fronte alla parola, come avviene ad esempio in italiano con l'articolo determinativo davanti a parole che iniziano per vocale); eccetto per "reh," la parola intera può venire distaccata e usata separatamente dalla parola modificata. Quando le preposizioni e 'gah' vengono aggiunte di fronte all'articolo 'reh' viene tolto anche l'apostrofo.
- In alcuni casi, convertendo i suffissi di una parola la si può tramutare in una differente parte del discorso.
- I prefissi attaccati ai verbi indicano sempre il tempo verbale (passato, presente, futuro, e perfetto e progressivo per ogni tempo); i suffissi attaccati ai verbi possono indicare il soggetto che compie l'azione (persona e numero), il modo, e la forma passiva/attiva.
- Modificatori e frasi modificatrici vengono in genere dopo la/e parola/e che deve/ono venire modificata/e.
- La sintassi delle frasi d'ni è la seguente:

nome/aggettivo/prefisso del tempo -verbo-suffisso del soggetto/verbo oggetto/avverbio

### Parti del discorso

#### Nomi
- L'articolo determinativo si ottiene col prefisso "reh-". L'articolo indeterminativo si ottiene col prefisso "ehrth-". Gli stessi articoli vengono usati sia per i sostantivi singolari che per i plurali. Esempio: il libro = rehkor; un libro = ehrthkor
- Per rendere plurali i sostantivi, si aggiunge il suffisso "-tee". Esempio: la città = rehpahts; le città = rehpahtstee
- Il suffisso di conversione "-ehts" trasforma un sostantivo in un aggettivo. Esempio: roccia = prad; roccioso = pradehts

#### Verbi
- La forma base, o 'tema' del verbo corrisponde alla prima persona singolare presente del verbo, senza prefissi o suffissi. Esempio, Io parlo = mees
- L'infinito si forma aggiungendoci il prefisso "be-" (solitamente contratto in b'-)(come in inglese il "to" prima dei verbi) al tema del verbo. Esempio, scrivere Ere= b'sehl
- Il soggetto è determinato dal suffisso attaccato al verbo. Poiché il soggetto è inscritto nel suffisso del verbo, non ci sono pronomi soggettivi nella lingua D'ni. Esempio, scorrere = b'rehm, quindi: esso scorre = rehmehn, ma: il flusso scorre = rehkooahn rehmehn

| Persona | Suffisso          | Verbo         | Verbo D'ni |
| ------- | ----------------- | ------------- | ---------- |
| 1 sing. | (nessun suffisso) | Io inizio     | glo        |
| 2 sing. | -ehm              | Tu inizi      | gloehm     |
| 3 sing. | -ehn              | Egli inizia   | gloehn     |
| 1 pl.   | -eht              | Noi iniziamo  | gloeht     |
| 2 pl.   | -tee              | Voi iniziate  | glotee     |
| 3 pl.   | -eet              | Essi iniziano | gloeet     |

- Gli altri tempi possono essere ottenuti utilizzando alcuni prefissi. esempio, trovare = b'hoor, quindi: lui trovò = kohoorehn

| Tempo                           | Prefisso          | Verbo                     | Verbo D'ni |
| ------------------------------- | ----------------- | ------------------------- | ---------- |
| Presente                        | (nessun prefisso) | Io inizio                 | glo        |
| Passato semplice                | ko-               | Io iniziai                | koglo      |
| Futuro semplice                 | bo-               | Io inizierò               | boglo      |
| Presente Progressivo            | do-               | Io sto iniziando          | doglo      |
| Passato Progressivo             | kodo-             | I stavo iniziando         | kodoglo    |
| Futuro Progressivo              | bodo-             | I starò iniziando         | bodoglo    |
| Passato prossimo                | leh-              | Io ho iniziato            | lehglo     |
| Trapassato prossimo             | kol(eh)-          | Io avevo iniziato         | kolglo     |
| Futuro anteriore                | bol-              | Io avrò iniziato          | bolglo     |
| Passato prossimo Progressivo    | dol-              | I have been started       | dolglo     |
| Trapassato prossimo Progressivo | kodol-            | I had been starting       | kodolglo   |
| Futuro anteriore Progressivo    | bodol-            | I will have been starting | bodolglo   |

Per l'utilizzo degli ultimi tre tempi riferirsi ai tempi verbali inglesi Present Perfect Progressive, Past Perfect Progressive, Future Perfect Progressive.
- Suffissi di conversione per i verbi:
  - "-tahv" trasforma il verbo in un nome comune. Ex: parlato (sostantivo) = meestahv
  - "-tahn" trasforma il verbo in un sostantivo, es., qualcuno che effettua l'azione del verbo. Es: parlatore = meestahn
  - "-ahl" forma il participio aggettivale presente del verbo viene usato solo come aggettivo. Es: rehpoytee tsoihdahl = La lampada che emette luce
  - "-ihn" forma il participio aggetivale passato del verbo ed è usato solo come aggettivo. Es: rehkor oshanihn = il libro perduto.
- Imperativo

"-ah" indica la forma imperativa se è suffisso del soggetto di un verbo. Es: parla! = meesehmah

#### Aggettivi
- L'aggettivo è sempre messo dopo il nome che deve andare a modificare. Esempio, grande = gahro, quindi: the great tree = rehtehr gahro
- I pronomi possessivi sono suffissi attaccati alla fine del nome dell'oggetto posseduto.

| Possessor | Suffisso         | Nome         | Nome D'ni     |
| --------- | ---------------- | ------------ | ------------- |
| 1st sing. | -oy              | Mio libro    | koroy         |
| 2nd sing. | -om              | Tuo libro    | korom         |
| 3rd sing. | -on              | Suo Libro    | koron         |
| 1st pl.   | -ot              | Nostro libro | korot         |
| 2nd pl.   | [non conosciuto] | Vostro Libro | [sconosciuto] |
| 3rd pl.   | -os              | Loro libro   | koros         |

- Suffissi convertitori per Aggettivi:
  - "-(eh)th" L'aggettivo diventa un nome, a volte usato come titolo onorario. Es: grandezza/Grande = gahroth
  - "-(eh)sh" L'aggettivo diventa un avverbio Es: grandemente = gahrosh

#### Preposizioni
- Molte preposizioni d'ni sono parole composte da una singola sillaba costituite da una o due consonanti e dalla vocale "eh." Esempio: a = beh, su/sopra = feh, da = kheh
- Preposizioni di questo genere sono spesso contratte (la vocale sostituita con un apostrofo) e attaccate alla parola successiva (oggetto). Quando l'antecedente comincia con "reh-" anche l'apostrofo viene tolto. Esempio: in città = t'pahts, dalla città = khrehpahts
- La lingua D'ni ha molte forme per 'di' che vengono usate in situazioni specifiche:
  - "okh" è usato quando la possessione è diretta e personale. Attaccato come suffisso al nome che è posseduto quando quel nome non è modificato. Es: Il libro di Gehn = rehkorohk Gehn, Il piccolo libro di Gehn = rehkor prihn okh Gehn
  - "tso" è usato per esprimere proprietà e caratteristiche. Es: La morte di un'Era = rehmahnshootahv tso ehrthsehv
  - "teh" è usato per esprimere appartenenza. Ex: uno del gruppo = fah t'rehtehs
  - "meh" è usato per indicare la composizione. Es: La casa di roccia = rehtomahn meh prad

#### Congiunzioni
- Le tre principali congiunzioni d'ni sono "gah", "roob", e "pahm". Significano rispettivamente "e", "ma", e "o".
- Come molte preposizioni, la congiunzione "gah" può essere contratta/prefissa come "g'-"; è la parola a cui è attaccato è un nome con un articolo determinativo, l'apostrofo viene tolto. Esempio: e la gente = grehrovtee

#### Quantificatori
- I numeri D'ni possono essere scritti in forma cardinale (uno, due tre), o in forma ordinale (primo, secondo, terzo), o simbolicamente (1, 2, 3). In queste forme i numeri D'ni sono aggettivi e vengono chiamati Quantificatori. Esempi: tre libri: kortee sehn, la terza Era: rehsehv sehnehts
- Quando numeri cardinali hanno "b'-" come prefisso, possono essere usati come avverbi per esprimere grado o estensione. Esempi: Sono molto coraggioso = kehn kerah b'rihsh, Sono poco coraggioso = ken kerah b'vaht
- I numeri indicano, su una scala da 1 a 25, il grado di enfasi. b'fahsee = al massimo grado; letteralmente, "a venticinque". b'fah = al minimo grado; letteralmente, "a uno".
- Per esprimere un'iperbole viene usato un numero più alto di 25(in genere 30).
- Per informazioni aggiuntive sui numeri D'ni consultare la Pagina dei numeri D'ni del sito italiano di Myst e Uru.

## Somiglianze con le lingue della superficie
La lingua d'ni possiede molte somiglianze con un gran numero di lingue della superficie incluse le lingue semitiche come l'ebraico e l'arabo, le lingue germaniche come il tedesco, le lingue slave come il russo e le lingue romanze come il francese, lo spagnolo ecc. Molti hanno riscontrato delle somiglianze anche tra lo d'ni e l'inglese. Alcuni hanno notato delle affinità anche con le lingue dei nativi americani.
Visto che gli D'ni hanno vissuto sulla Terra per quasi 10.000 anni, alcuni hanno ipotizzato che le nostre moderne lingue di superficie siano state influenzate da persone che provenivano da D'ni che si sono avventurate in superficie in tempi antichi. Questo è però improbabile, visto che la maggior parte degli D'ni non ha mai raggiunto la superficie. Loro "trovavano sollievo nell'oscurità [della Caverna]" secondo quanto dice Yeesha, una discendente del popolo D'ni.

## Rehevkor
Rehevkor o Il Hevkor (raramente utilizzato) (letteralmente, "Il libro parola") era il dizionario 'ufficiale' degli D'ni, ed è menzionato ne Il Libro di Ti'ana e Il Libro di Atrus. In accordo con Il Libro di Atrus (adattato dai diari di Catherine), il rehhevkor consiste in un libro ad apertura a doppie pagine che sono ricoperte di dettagliati diagrammi su come scrivere una certa parola D'ni. I diagrammi mostrano quali movimenti della penna devono essere usati e in che ordine. Visto che non sono state trovate copie del Rehevkor (o per lo meno non rivelate al pubblico), la nostra conoscenza del vocabolario D'ni è estremamente limitata. Per liste delle parole conosciute controllate i Collegamenti esterni.

### Dizionari
- "A First Survey of the Facts for Writing D’ni" le nuove lezioni approfondite di D'ni da Domahreh, su linguists.bahro.com. URL consultato il 1º settembre 2007 (archiviato dall'url originale il 13 agosto 2007).
- "Rehchoortahn D'nee" una serie di lezioni approfondite sulla lingua D'ni scritte da Domahreh, non più aggiornato, su linguists.bahro.com. URL consultato il 27 ottobre 2006 (archiviato dall'url originale il 27 settembre 2006).
- Dizionario inglese-d'ni di Yohshee, su fadedtwilight.org. URL consultato il 27 ottobre 2006 (archiviato dall'url originale il 28 gennaio 2007).
- Il sito web della Gilda dei linguisti con un sacco di informazioni e un dizionario, non aggiornato, riferirsi al primo dei Collegamenti Esterni per il nuovo sito, su linguists.riedl.org.

### Font
Ci sono molti font disponibili per la scrittura d'ni:
- Font ufficiali Cyan Worlds Inc., su linguists.bahro.com. URL consultato il 31 agosto 2007 (archiviato dall'url originale il 28 settembre 2007).
- D'ni script e D'ni script LM, su linguists.riedl.org.